# Wappen Usbekistans

Kyrillische Version

Das Wappen Usbekistans wurde nach der Unabhängigkeit von der Sowjetunion 1992 eingeführt. Es ist eine modifizierte Version des Wappens der Usbekischen SSR, das bis zur Auflösung der Sowjetunion 1991 benutzt wurde.

## Symbolik
Das am 2. Juli 1992 offiziell eingeführte Wappen ist kreisförmig und trägt hauptsächlich die Nationalfarben Blau, Weiß und Grün. In der Mitte schlägt ein Xumo (usbekische Bezeichnung des persischen Semurg bzw. Simurgh (altpers.), Sēn-murw (mittelpers.), Sinmurg (neupers.)) die Flügel auseinander. Links umschlingen Baumwoll-Pflanzen und rechts umschlingen Weizen-Ähren das Wappen.
Im oberen Teil des Wappens befindet sich das Mondsichelsymbol in einem Feld, dessen Form vom im Koran verwendeten Zeichen Rub al-hizb abgeleitet ist. Dies deutet auf den Islam hin, zu der sich die Mehrheit der Bevölkerung bekennt. In der Mitte befindet sich der Nationalvogel Xumo, der für Freiheit steht.
Im Hintergrund ist ein Blick über Usbekistan aufgemalt. Die aufsteigende Sonne über den Bergen mit den dazugehörigen Sonnenstrahlen runden das Bild ab. Der Xumo steht auf einer usbekischen Flagge, in der auf Usbekisch der Landesname wiedergegeben ist. Im Zuge der Umstellung vom kyrillischen zum lateinischen Alphabet wurde auch die Schreibweise auf dem Staatswappen angepasst.